# Shepshed
Shepshed is een civil parish in het bestuurlijke gebied Charnwood, in het Engelse graafschap Leicestershire. De plaats telt 13.500 inwoners.